# Camponotus flavocrines
Camponotus flavocrines är en myrart som beskrevs av Horace Donisthorpe 1941. Camponotus flavocrines ingår i släktet hästmyror, och familjen myror. Inga underarter finns listade.